# PR-LP 16
El sendero PR-LP 16 es un sendero de Pequeño Recorrido en La Palma (Canarias, España) que une el Refugio de El Pilar con la Playa del Hoyo.
La longitud total del recorrido es de 14500 metros. Hay 1500 metros de desnivel.